# Blefjell

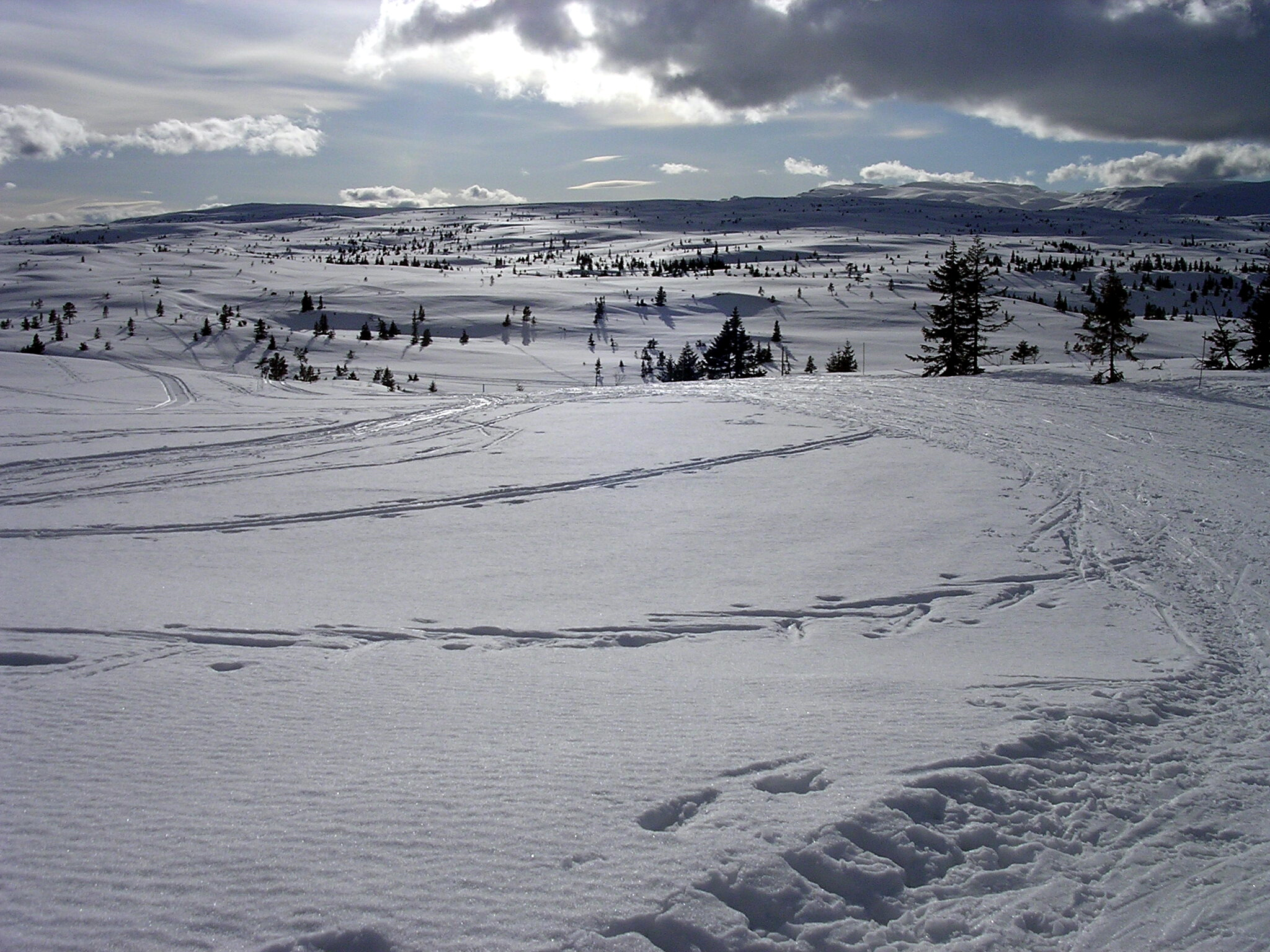
Blefjell.

Blefjell är ett fjällområde i Norge. Det ligger på gränsen mellan Buskerud fylke (Rollags kommun, Flesbergs kommun och Kongsbergs kommun) och Telemark fylke (Notoddens kommun och Tinns kommun).
Det högsta berget är Bletoppen på 1342 meter över havet. 